# Рундальський палац
Ру́ндальський палац (латис. Rundāles pils) — бароковий палац XVIII століття в Латвії. Розташований неподалік міста Бауска. Споруджений архітектором Франческо Бартоломео Растреллі на замовлення курляндського і семигальського герцога Ернста-Йоганна фон Бірона. Єдина з ранніх споруд архітектора, що збереглася до сьогодні. Використовується як історичний музей. Первісна назва — Ру́ентальский замок (нім. Schloss Ruhenthal).

## Історія побудови

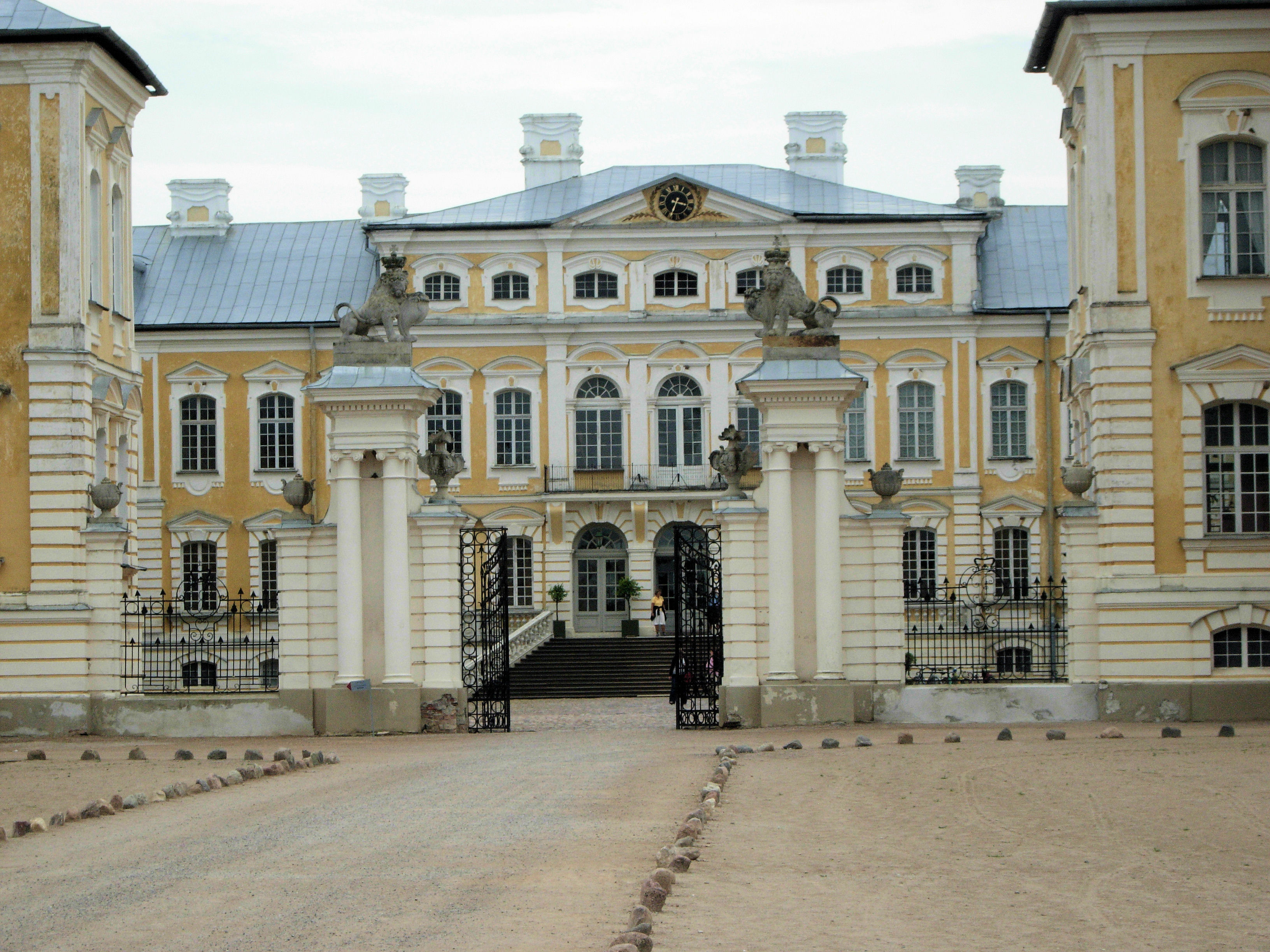
Парадна брама Рундальського палацу на 2007 рік.

Палац побудований на замовлення фаворита російської імператриці Анни Іванівни — канцлера Ернста-Йоганна фон Бірона. Ще з 1733 р. за наказом Бірона були придбані землі між Мітавою і стародавньою фортецею Бауска. У місцині Руєнталь залишився дерев'яний будинок. Поряд була стара діброва, яка мала стати частиною майбутнього парку. Палац вирішили будувати на місті дерев'яного будинку, але з каменю і в розкішному стилі бароко.
Випадково збереглися проєктні кресленики палацу: фасади, поземний план чотирикутної споруди з парадним двором тощо. Вони датовані 1734–1736 рр. (зберігаються в місті Відень, Альбертіна).
Трохи старомодний за розплануванням, палац мав свідчити про могутність володаря і його багатство. Ділянку обмежував рів, через який перекинули міст. Візитерів мала зустрічати проїзна вежа, що лише нагадувала замковий донжон, але розкішна, як дзвіниця барокової церкви. Пізніше її зруйнують і замінять бароковою брамою з кованою решіткою. За брамою йшов парадний двір, що приводив до головного входу, зорієнтованого на південь.

## Палац після 1795 р

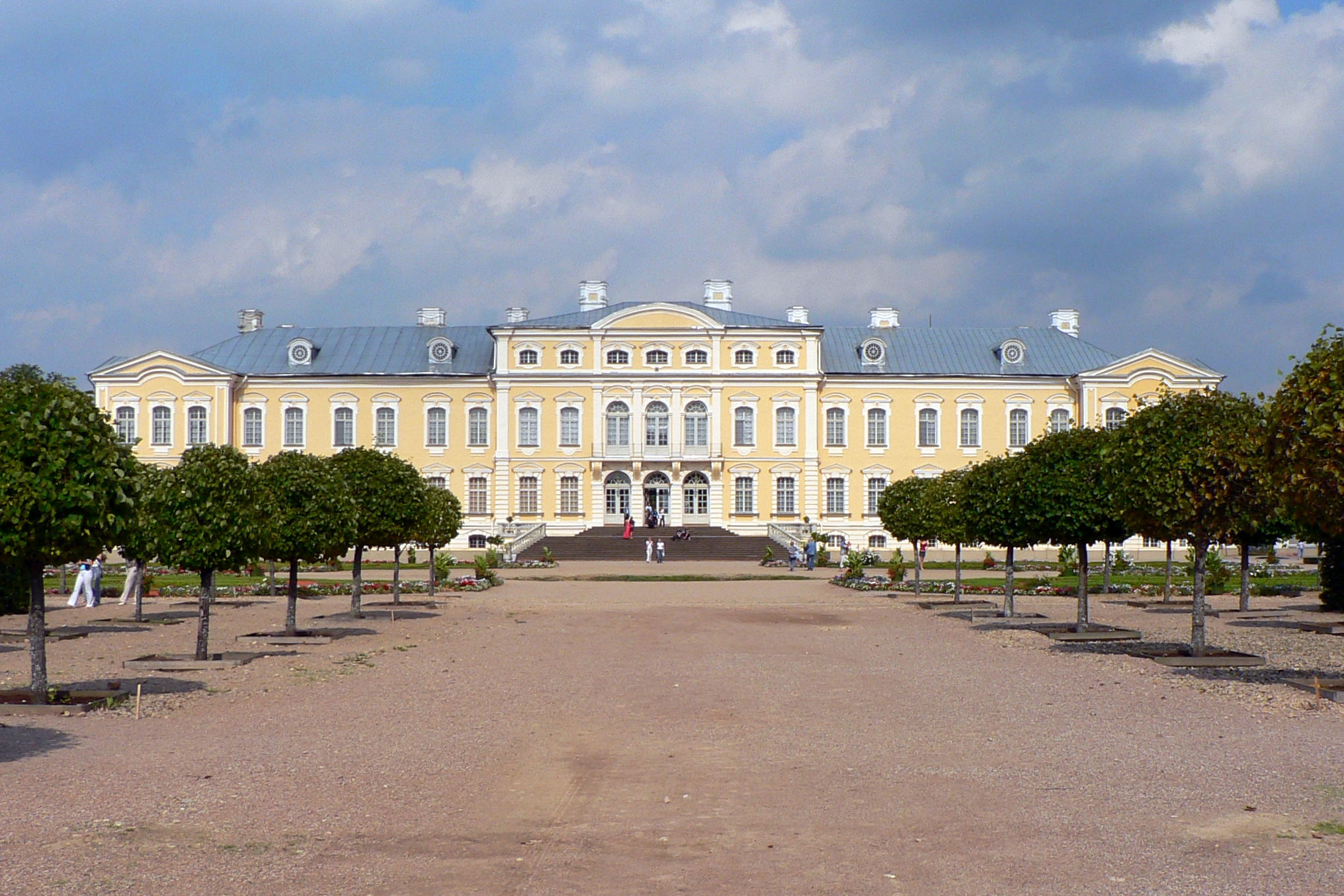
Садовий фасад палацу.

Швидкі політичні зміни й арешт герцога Бірона спричинили зупинку в будівництві. Палац залишився недобудованим у другорядних частинах. Але первісне ядро ансамблю реалізувати вдалося. Растреллі добудує деякі частини будівлі лише у 1760-ті роки, після своєї вимушеної відставки й виїзду з Петербурга.
У 1795 р. Російська імперія анексувала цю територію і приєднала до свого складу. Палац був подарований фавориту імператриці Катерини ІІ — В. Зубову. Пізніше став володінням графа Шувалова, у родині якого була до більшовицького перевороту 1917 р.

## Реставрація в XX ст.

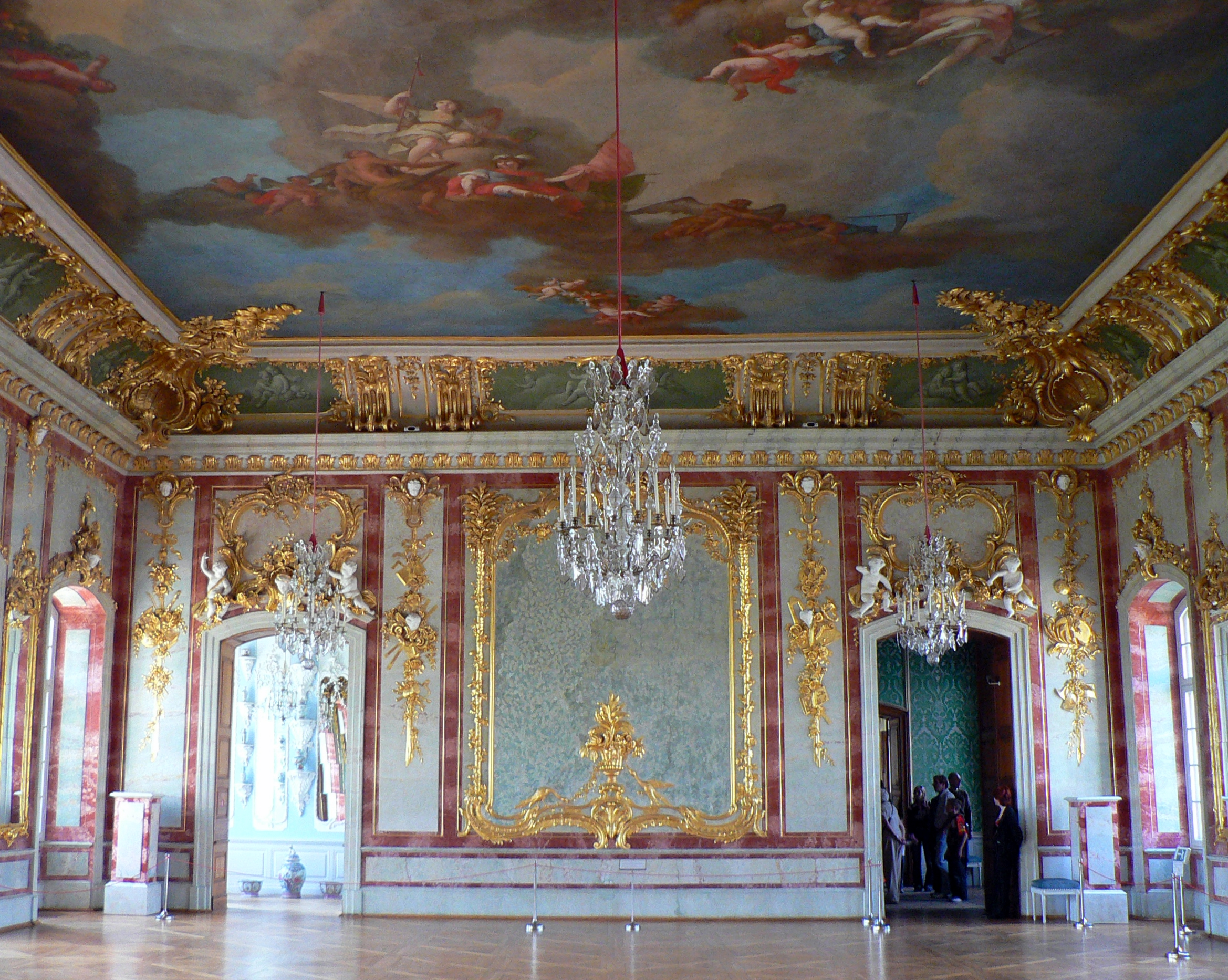
Один з відновлених інтер'єрів палацу. Інші — значно скромніші.

Розпочата наприкінці XX століття реставрація палацу триває й досі. За планом, буде відновлений весь комплекс із садом бароко. Відновлені парадні сходи, частина інтер'єрів. Палац почали наповнювати картинами XVIII століття, стародавніми меблями, скульптурами, предметами декоративно-ужиткового мистецтва. Відновлена частина барокового саду за старими планами. Комплекс став музеєм і місцем зустрічей президентів Латвії із закордонними політичними діячами.

## Ландшафтний архітектор Растреллі
Універсально обдарована особа, Вартоломей Растреллі проєктував палаци й театри, паркові павільйони, церкви, виступав як інженер і ландшафтний архітектор.
Розплануванням садів він почав займатися ще під час своєї першої роботи в Стрельні на побудові парадної царської резиденції. Пізніше майже кожний його великий проєкт супроводжували плани садів:
- біля Літнього палацу імператриці Єлизавети (не існує)
- в Аненгофі (Німецька слобода в Москві, не існує)
- на місці сучасного Марсового поля в Петербурзі (Променад з каскадом, не існує)
- регулярні частини в парку Царського Села (збережені)
- сади біля Смольного монастиря тощо.

До найкращих зразків саду бароко належить і розпланування саду бароко біля Рундальського палацу. Осьова побудова поєднує шлях до палацу, сам палац, сад бароко й просіку в діброві. Регулярна частина обмежена ровом з водою і прикрашена фонтанами. П'ять променів алей ускладнені двома зустрічними, діагональними алеями, що вели до галявин з парковими павільйонами. Частина їх відновлена при реставрації.

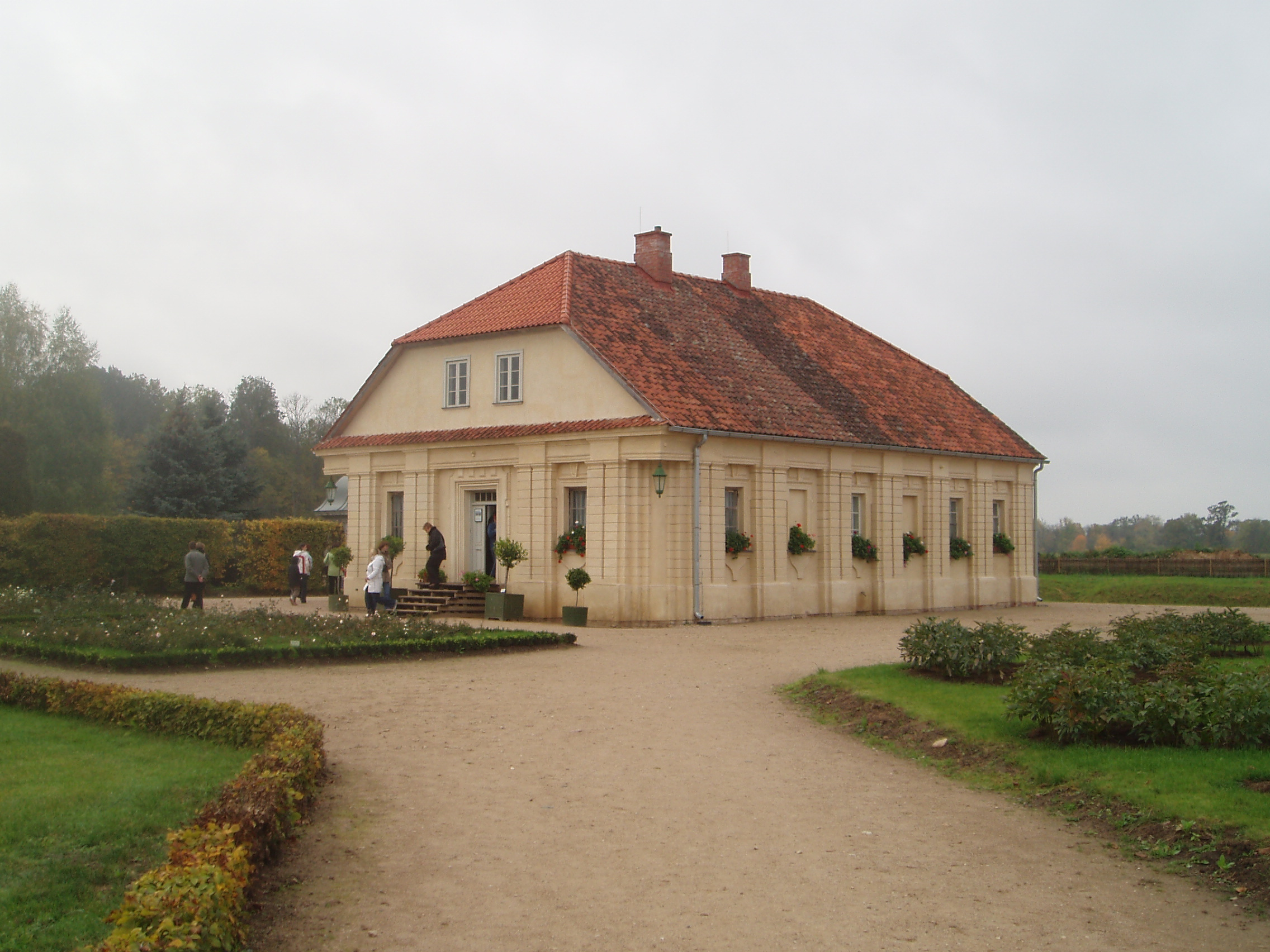
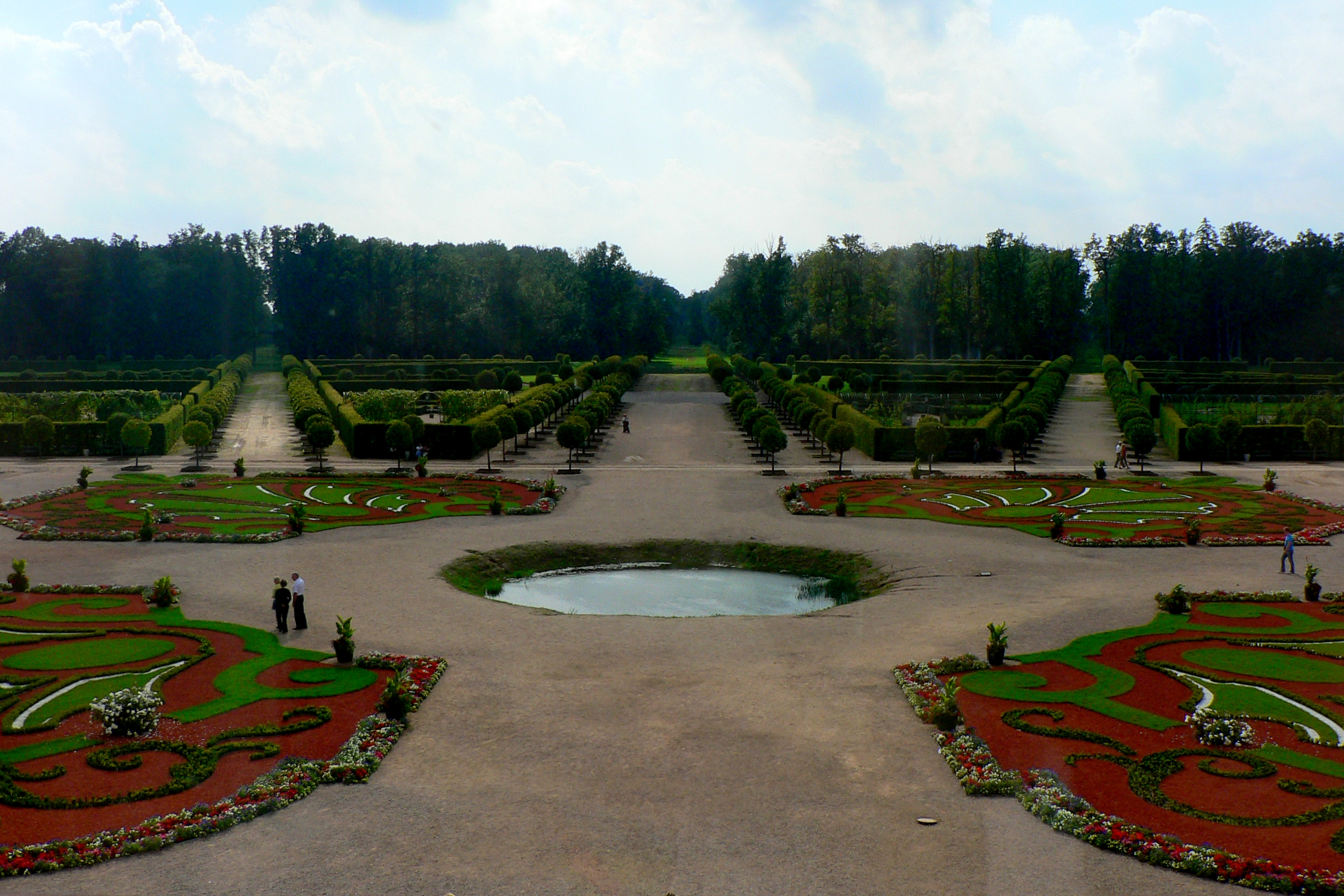
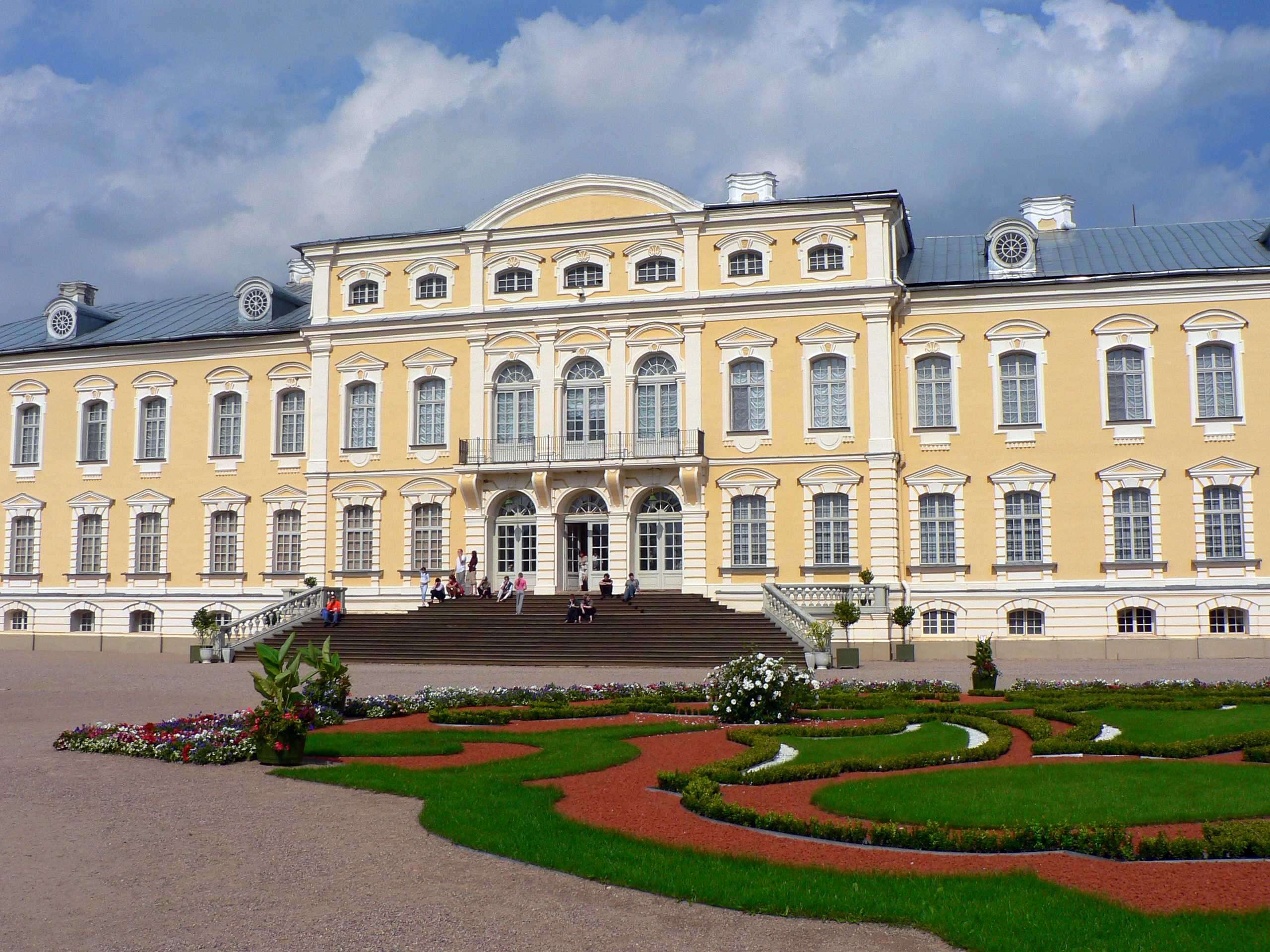

## Картинна галерея

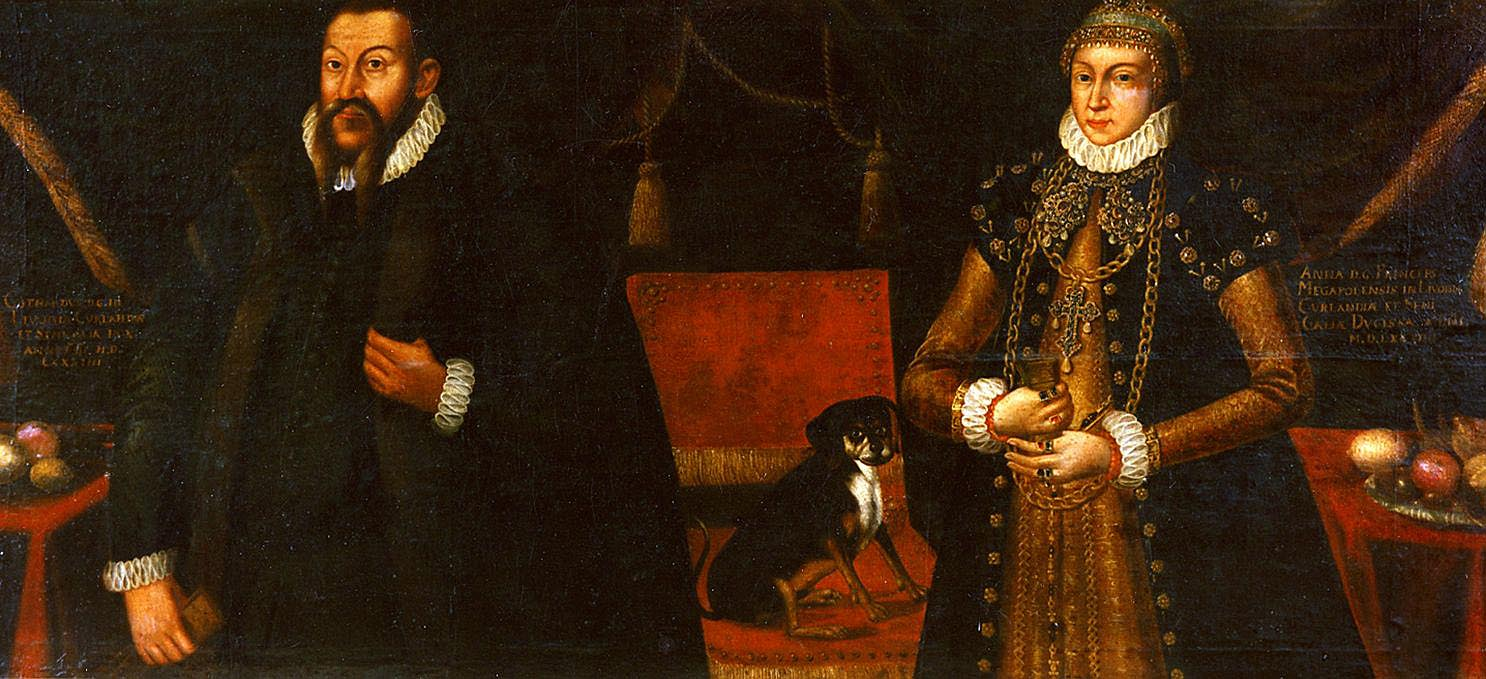
Герцог Готтгард і герцогиня Анна 1584
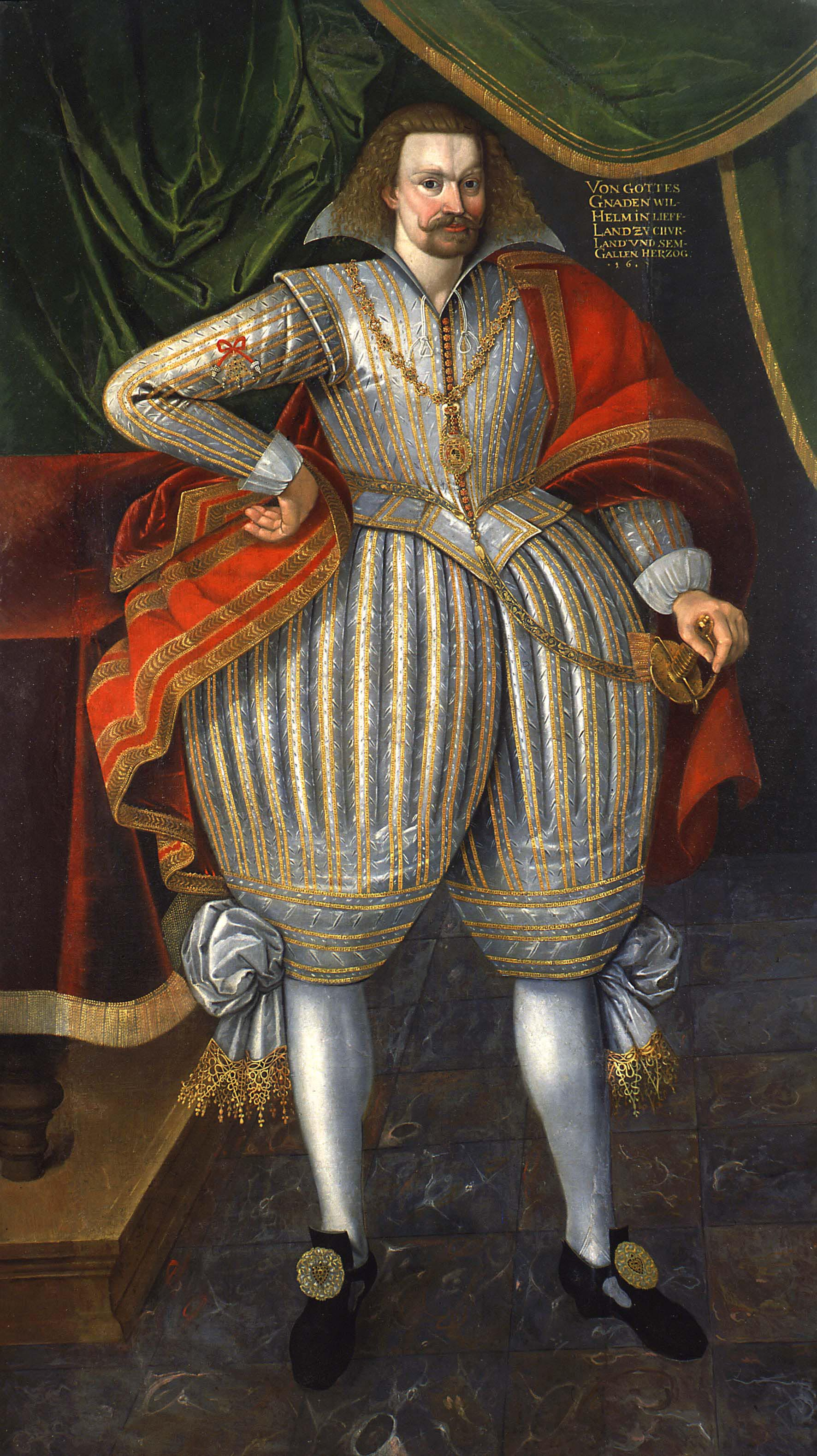
Герцог Вільгельм 1615